# Norizm II
『norizm II』（ノリズム・セカンド）は、白石乃梨の2枚目のミニアルバム。

## 内容
- 「Like me」のリミックス・バージョンを除いて、初のイントロダクションを含む全曲オリジナルのミニアルバム。「Step up again」はプリンセス関西2009のテーマソング。
- プロモーションにおいては独立UHF局を除く地上波、Music Freak Esを除く雑誌では一切公表しないスタンスを取った。

## 批評
CDジャーナルは「R&Bの色濃いアレンジに耳さわりがよく、ボーカルとの相性もいい」と評した。

## 収録曲
1. opening interlude
作曲・編曲：松田純一
2. Baby Doll
作詞：白石乃梨　作曲：白石乃梨・SPOCK　編曲：松田純一
3. Switch
作詞・作曲：白石乃梨　編曲：石井健太郎
4. no more cry
作詞・作曲：白石乃梨　編曲：松田純一
5. Long my way
作詞・作曲：白石乃梨　編曲：古井弘人
6. my precious...
作詞・作曲：白石乃梨　編曲：石井健太郎
7. Forever
作詞・作曲：白石乃梨　編曲：古井弘人
8. Step up again
作詞・作曲：白石乃梨　編曲：松田純一
9. Like me (Remix)
作詞：白石乃梨　作曲：白石乃梨・SPOCK　編曲：松田純一